# Psamminidae
Psamminidae es una familia de xenofioforos del orden Psamminida de la clase Xenophyophorea o filo Xenophyophora. Su rango cronoestratigráfico abarca el Holoceno.

## Discusión
Algunas clasificaciones han incluido Psamminidae en el suborden Astrorhizina del orden Astrorhizida, al rebajar a los xenofióforos a la categoría de superfamilia (superfamilia Xenophyophoroidea) y relacionarlos con este grupo de foraminíferos.

## Clasificación
Psamminidae incluye a los siguientes géneros:
- Cerelpemma
- Galatheammina
- Nazareammina
- Psammina
- Reticulammina
- Semipsammina
- Spiculammina

Otros géneros considerados en Psamminidae son:
- Psammoplakina, aceptado como Psammina
- Shinkaiya